# Heinz Hoffmann (Politiker, 1954)
Heinz Hoffmann (* 12. August 1954 in Heidelberg; † 1. Oktober 2020 in Riesa) war ein deutscher Politiker (Die Linke). Von November 2013 bis September 2014 war er Mitglied des Landtages von Sachsen.

## Biografie
Nach einer Ausbildung zum Medizinisch-Technischen Radiologieassistenten (MTRA) arbeitete Hoffmann bis 1980 im Klinikum Heidelberg. Anschließend war er bis 1983 als Röntgenfachberater in einem Industrieunternehmen tätig. Daraufhin folgte ein Studium der Volkswirtschaftslehre, Betriebswirtschaft, Soziologie und Recht, das er 1988 als Diplom-Volkswirt abschloss. Bis 1989 folgte ein Aufbaustudium der Sozialökonomie. Ab 1990 arbeitete er als Gewerkschaftssekretär.
Hoffmann war ab Juli 2007 Mitglied der Partei Die Linke, für die er ab August 2008 dem Kreistag Meißen angehörte. Bei der Landtagswahl 2009 trat er im Wahlkreis Meißen 2 an, konnte das Direktmandat allerdings nicht gewinnen. Auch auf Listenplatz 30 der Landesliste der Die Linke Sachsen verpasste er knapp den Einzug in den Landtag. Erst als André Hahn bei der Bundestagswahl 2013 in den Bundestag einzog, rückte Hoffmann für diesen ins sächsische Landesparlament nach. Bei der Landtagswahl in Sachsen 2014 konnte er sein Mandat nicht verteidigen.
Er war konfessionslos und verheiratet.